# José Callejón
José María Callejón Bueno (ur. 11 lutego 1987 w Motril) – hiszpański piłkarz, występujący na pozycji pomocnika w hiszpańskim klubie Granada CF. Były reprezentant kraju.

## Kariera
Callejon rozpoczął treningi w jednej ze szkółek piłkarskich Realu Madryt – Costa Tropical. Jako zawodnik zadebiutował w barwach Realu Madryt Castilli podczas sezonu 2006/2007 w maju 2007 roku. Zespół występował wtedy w Segunda División – hiszpańskiej drugiej lidze. Callejón rozegrał pięć meczów, nie strzelając bramki. Kolejny sezon również spędził w drugiej lidze – strzelił 21 goli w 37 meczach i został królem strzelców. 18 czerwca 2008 roku za 1,2 miliona euro został sprowadzony do Espanyolu. Podpisał kontrakt na cztery lata.
20 września 2008 roku, w zremisowanym 1-1 spotkaniu Espanyolu z Getafe CF, Callejon zadebiutował w pierwszej lidze hiszpańskiej. 15 marca 2009 roku strzelił pierwszą bramkę dla swojego zespołu w meczu z RCD Mallorca (ostatecznie mecz zakończył się remisem 3-3).
25 marca 2008 roku Callejon został powołany do drużyny U-21 reprezentacji Hiszpanii. W swoim debiucie przeciwko reprezentacji Kazachstanu zdobył bramkę. Pojawił się na boisku w 46. minucie, zmieniając Bojana Krkicia i zdobył bramkę 15 minut później.
23 maja 2011 roku powrócił do Realu Madryt podpisując 5-letni kontrakt. W sezonie 2011/2012 został jednym z ulubieńców kibiców na Santiago Bernabéu, gdzie często śpiewane jest jego nazwisko, oraz ważnym zmiennikiem, co udowodnił między innymi strzelając 5 bramek w lidze w tym zwycięską w wyjazdowym meczu z Mallorcą i 5 bramek w Lidze Mistrzów. Sezon 2012/2013 był dla Jose mniej udany, podobnie jak dla całego zespołu. Latem 2013 roku do pierwszej drużyny został włączony Jesé Rodríguez oraz zakupiony Isco, a Callejon 11 lipca 2013 zmienił barwy klubowe na SSC Napoli. Oprócz niego do Napoli dołączyli również Raúl Albiol oraz Gonzalo Higuaín.

## Statystyki klubowe
Ostatnia aktualizacja: 9 listopada 2023
| Klub                 | Sezon              | Liga  | Liga | Puchar krajowy1 | Puchar krajowy1 | Europa | Europa | Inne2 | Inne2 | Razem | Razem |
| Klub                 | Sezon              | Mecze | Gole | Mecze           | Gole            | Mecze  | Gole   | Mecze | Gole  | Mecze | Gole  |
| -------------------- | ------------------ | ----- | ---- | --------------- | --------------- | ------ | ------ | ----- | ----- | ----- | ----- |
| Real Madryt Castilla | 2006/07            | 5     | 0    | –               | –               | –      | –      | –     | –     | 5     | 0     |
| Real Madryt Castilla | 2007/08            | 36    | 21   | –               | –               | –      | –      | –     | –     | 36    | 21    |
| Real Madryt Castilla | Razem              | 41    | 21   | 0               | 0               | 0      | 0      | 0     | 0     | 41    | 21    |
| RCD Espanyol         | 2008/09            | 24    | 2    | 6               | 2               | 0      | 0      | –     | –     | 30    | 4     |
| RCD Espanyol         | 2009/10            | 36    | 2    | 1               | 0               | 0      | 0      | –     | –     | 37    | 2     |
| RCD Espanyol         | 2010/11            | 37    | 6    | 2               | 0               | 0      | 0      | –     | –     | 39    | 6     |
| RCD Espanyol         | Razem              | 97    | 10   | 9               | 2               | 0      | 0      | 0     | 0     | 106   | 12    |
| Real Madryt          | 2011/12            | 25    | 5    | 6               | 3               | 5      | 5      | –     | –     | 36    | 13    |
| Real Madryt          | 2012/13            | 30    | 3    | 7               | 2               | 4      | 2      | –     | –     | 41    | 7     |
| Real Madryt          | Razem              | 55    | 8    | 13              | 5               | 9      | 7      | 0     | 0     | 77    | 20    |
| SSC Napoli           | 2013/14            | 37    | 17   | 5               | 3               | 10     | 2      | –     | –     | 52    | 20    |
| SSC Napoli           | 2014/15            | 38    | 11   | 5               | 0               | 16     | 1      | –     | –     | 59    | 12    |
| SSC Napoli           | 2015/16            | 38    | 7    | 2               | 1               | 7      | 5      | –     | –     | 47    | 13    |
| SSC Napoli           | 2016/17            | 37    | 14   | 4               | 2               | 8      | 1      | –     | –     | 49    | 17    |
| SSC Napoli           | 2017/18            | 38    | 10   | 2               | 0               | 10     | 2      | –     | –     | 50    | 12    |
| SSC Napoli           | 2018/19            | 34    | 3    | 2               | 0               | 11     | 1      | –     | –     | 47    | 4     |
| SSC Napoli           | 2019/20            | 33    | 4    | 5               | 0               | 7      | 0      | –     | –     | 45    | 4     |
| SSC Napoli           | Razem              | 255   | 64   | 25              | 6               | 69     | 12     | 0     | 0     | 349   | 82    |
| Fiorentina           | 2020/21            | 20    | 0    | 2               | 1               | –      | –      | –     | –     | 22    | 1     |
| Fiorentina           | 2021/22            | 30    | 1    | 3               | 0               | –      | –      | –     | –     | 33    | 1     |
| Fiorentina           | Razem              | 50    | 1    | 5               | 1               | 0      | 0      | 0     | 0     | 55    | 2     |
| Granada              | 2022/23            | 42    | 4    | 2               | 0               | –      | –      | –     | –     | 44    | 4     |
| Granada              | 2023/24            | 11    | 0    | 0               | 0               | –      | –      | –     | –     | 11    | 0     |
| Granada              | Razem              | 53    | 4    | 2               | 0               | 0      | 0      | 0     | 0     | 55    | 4     |
| Łącznie w karierze   | Łącznie w karierze | 551   | 108  | 50              | 14              | 78     | 19     | 0     | 0     | 683   | 141   |

1(Superpuchar krajowy)

2(Superpuchar Europy, Klubowe Mistrzostwa Świata)

## Sukcesy

### Real Madryt
- Mistrzostwo Hiszpanii: 2011/12
- Superpuchar Hiszpanii: 2012

### Napoli
- Puchar Włoch: 2013/14, 2019/20
- Superpuchar Włoch: 2014

### Indywidualne
- Król strzelców Segunda División B: 2007/08
- Król strzelców Pucharu Włoch: 2013/14
- Najlepszy asystent Serie A: 2016/17 (12 asyst)

## Życie Prywatne
Ma brata bliźniaka – Juanmi, który również jest piłkarzem. Obaj są wychowankami Realu Madryt. Partnerką życiową Callejona jest Marta Ponsati Romero, z którą wspólnie wychowują córkę kobiety z poprzedniego związku, Paulę. Ich wspólne dziecko, córka India, przyszła na świat 9 maja 2014 roku.